# European Champions Tournament 1997-1998
Il dodicesimo European Champions Tournament fu giocato dal 7 aprile al 12 aprile 1998 a Talavera de la Reina, in Spagna, presso il Pabellon Munitipal 1º de Mayo, vi parteciparono sei formazioni rappresentanti Russia, Repubblica Ceca, Spagna, Italia, Belgio e Croazia.
La manifestazione continentale vide la vittoria dei padroni di casa del CLM Talavera che in finale sconfisse 5-4 ai calci di rigore i campioni uscenti della MFK Dina Moskva, si tratta della seconda finale consecutiva finita ai rigori, che riportò di nuovo in cima all'Europa le formazioni spagnole dopo l'ultima vittoria del Marsanz nel 1994.

## Risultati

### Girone A
| Squadra            | Pti | PG | PV | PN | PP | GF | GS |
| ------------------ | --- | -- | -- | -- | -- | -- | -- |
| 1. CLM Talavera    | 6   | 2  | 2  | 0  | 0  | 13 | 1  |
| 2. BNL Calcetto    | 3   | 2  | 1  | 0  | 1  | 3  | 8  |
| 3. Mikeska Ostrava | 0   | 2  | 0  | 0  | 2  | 2  | 9  |

| Data     |              | Gara |                 | Risultato |
| -------- | ------------ | ---- | --------------- | --------- |
| 07.04.98 | CLM Talavera | -    | Mikeska Ostrava | 6 - 1     |
| 08.04.98 | BNL Calcetto | -    | Mikeska Ostrava | 3 - 1     |
| 09.04.98 | CLM Talavera | -    | BNL Calcetto    | 7 - 0     |

### Girone B
| Squadra            | Pti | PG | PV | PN | PP | GF | GS |
| ------------------ | --- | -- | -- | -- | -- | -- | -- |
| 1. MFK Dina Moskva | 4   | 2  | 1  | 1  | 0  | 8  | 7  |
| 2. MNK Split       | 4   | 2  | 1  | 1  | 0  | 6  | 5  |
| 3. ZVK Ford Genk   | 0   | 2  | 0  | 0  | 2  | 4  | 6  |

| Data     |                 | Gara |                | Risultato |
| -------- | --------------- | ---- | -------------- | --------- |
| 07.04.98 | MFK Dina Moskva | -    | ZVK Ford Genk  | 7 - 0     |
| 08.04.98 | MNK Split       | -    | LZVK Ford Genk | 7 - 3     |
| 09.04.98 | MFK Dina Moskva | -    | MNK Split      | 8 - 3     |

### Semifinali
| Data     |                 | Gara |              | Risultato |
| -------- | --------------- | ---- | ------------ | --------- |
| 11.04.98 | CLM Talavera    | -    | MNK Split    | 11 - 2    |
| 11.04.98 | MFK Dina Moskva | -    | BNL Calcetto | 4 - 2     |

### Finale
| Data     |              | Gara |                 | Risultato       |
| -------- | ------------ | ---- | --------------- | --------------- |
| 24.04.94 | CLM Talavera | -    | MFK Dina Moskva | 3 - 3 (5-4 DCR) |